# 池田政房
池田 政房（いけだ まさふさ）は、江戸時代中期の大名。備中生坂藩の（当初の）5代藩主。幼名は永次郎。家督相続の翌年に夭逝し、身代わりで池田政恭が擁立されたが、公式には同一人物とされた。

## 略歴
公式には4代藩主・池田政弼の四男とされたが、実際には次男であった。これは、3代藩主の池田政員がまだ幼い息子を後継指名するのを避け、弟の政弼を養子とした際、政員には実子がいないことにして幕府に届け出たことに起因する。政弼は明和4年（1767年）に家督相続して間もなく、兄の息子2人（豊之助政良、秀次郎）を自身の部屋住み時代の庶子として届け出、そののち安永元年（1772年）に政良を継嗣と定めた。政良と秀次郎の早世後、政弼は庶出の長男（届出上は三男）の巴三（池田政峰）を幕府に庶子として届け出、そののち正室の利佐姫（松平直純の娘）に永次郎が生まれたため、これを継嗣として届け出た。
安永5年（1776年）7月25日に政弼が死去すると、満1歳（数え2歳）の永次郎政房が跡を継いだ。しかし、永次郎は翌安永6年（1777年）3月11日に早世した。永次郎の死を表立って幕府に報告すれば生坂池田家の断絶は避けられず、密かに身代わりの当主を立てることが、本家の岡山藩池田家の主導で画策された。永次郎の庶兄の巴三は幕府へ届け出済みのため身代わりにはできず、岡山藩主池田治政の庶長子でいまだ出生の届け出がなかった鉄三郎が選ばれ、永次郎政房を名乗ったのち、初之進政恭と改めた。一方、本来の永次郎は無届けのまま密かに東禅寺に葬られた。しかし表向きは、政弼の嫡子の永次郎政房が初之進政恭と改名したことにされた。